# Furukawa Electric Soccer Club 1965
Questa voce raccoglie le informazioni riguardanti il Furukawa Electric Soccer Club nelle competizioni ufficiali della stagione 1965.

## Stagione
Iscrittosi alla neocostituita Japan Soccer League grazie al risultato conseguito in All Japan Business Football Championship, il Furukawa Electric mostrò un rendimento regolare che gli permise di raggiungere senza problemi il terzo posto, valido per la qualificazione all'edizione 1965 della Coppa dell'Imperatore, dalla quale fu eliminata ai quarti di finale a causa di una rete subita nel match contro gli studenti dell'università di Kwansei.

## Maglie e sponsor
Vengono confermate le divise bianche a strisce blu, che vanno ad alternarsi a delle divise interamente bianche da indossare negli incontri casalinghi.
| Manica sinistra · Manica sinistra · Maglietta · Maglietta · Manica destra · Manica destra · Pantaloncini · Calzettoni | Manica sinistra · Maglietta · Manica destra · Pantaloncini · Calzettoni |  |

## Rosa
| N. |                     | Ruolo | Calciatore         |
| -- | ------------------- | ----- | ------------------ |
|    | Giappone (bandiera) | P     | Tsukasa Hosaka     |
|    | Giappone (bandiera) | D     | Mitsuo Kamata      |
|    | Giappone (bandiera) | D     | Ryūzō Hiraki       |
|    | Giappone (bandiera) | D     | Kenji Tochio       |
|    | Giappone (bandiera) | D     | Masakatsu Miyamoto |
|    | Giappone (bandiera) | C     | Shigeo Yaegashi    |
|    | Giappone (bandiera) | C     | Seishiro Shimatani |

| N. |                     | Ruolo | Calciatore        |
| -- | ------------------- | ----- | ----------------- |
|    | Giappone (bandiera) | A     | Masao Uchino      |
|    | Giappone (bandiera) | A     | Saburō Kawabuchi  |
|    | Giappone (bandiera) | A     | Ken Naganuma      |
|    | Giappone (bandiera) |       | Yuzo Takahashi    |
|    | Giappone (bandiera) |       | Masaaki Nakatsuka |
|    | Giappone (bandiera) |       | Tadashi Moriya    |

## Risultati

### Japan Soccer League

#### Girone di andata
| Tokyo 6 giugno 1965 1ª giornata | Furukawa Electric | 5 – 0 | Mitsubishi HI |  |

| Kitakyushu 13 giugno 1965 2ª giornata | Nippon Steel | 0 – 1 | Furukawa Electric | (1,800 spett.) |

| Tokyo 20 giugno 1965 3ª giornata | Furukawa Electric | 3 – 1 | Yanmar Diesel | (3,000 spett.) |

| Yokohama 27 giugno 1965 4ª giornata | Furukawa Electric | 1 – 0 | Hitachi Head Office | (3,000 spett.) |

| Nagoya 4 luglio 1965 5ª giornata | Nagoya Bank | 1 – 5 | Furukawa Electric | (2,300 spett.) |

| Yokohama 12 settembre 1965 6ª giornata | Furukawa Electric | 2 – 0 | Toyoda ALW | (2,300 spett.) |

| Yokohama 19 settembre 1965 7ª giornata | Furukawa Electric | 1 – 2 | Toyo Kogyo | (3,000 spett.) |

#### Girone di ritorno
| Tokyo 26 settembre 1965 8ª giornata | Yanmar Diesel | 0 – 1 | Furukawa Electric | (3,000 spett.) |

| Omiya 3 ottobre 1965 9ª giornata | Furukawa Electric | 3 – 0 | Nagoya Bank |  |

| Yokohama 10 ottobre 1965 10ª giornata | Mitsubishi HI | 3 – 2 | Furukawa Electric | (1,100 spett.) |

| Nagoya 17 ottobre 1965 11ª giornata | Toyoda ALW | 4 – 2 | Furukawa Electric | (4,300 spett.) |

| Hiroshima 24 ottobre 1965 12ª giornata | Toyo Kogyo | 6 – 0 | Furukawa Electric | (5,000 spett.) |

| Tokyo 30 ottobre 1965 13ª giornata | Hitachi Head Office | 2 – 3 | Furukawa Electric | (1,100 spett.) |

| Tokyo 7 novembre 1965 14ª giornata | Furukawa Electric | 1 – 3 | Nippon Steel | (4,000 spett.) |

### Coppa dell'Imperatore
| Omiya 13 gennaio 1966 Quarti di finale | Kwansei Gakuin Daigaku | 1 – 0 | Furukawa Electric |  |

## Statistiche

### Statistiche di squadra
| Competizione          | Punti | Totale | Totale | Totale | Totale | Totale | Totale | DR  |
| Competizione          | Punti | G      | V      | N      | P      | Gf     | Gs     | DR  |
| --------------------- | ----- | ------ | ------ | ------ | ------ | ------ | ------ | --- |
| Japan Soccer League   | 20    | 14     | 10     | 0      | 4      | 32     | 20     | +12 |
| Coppa dell'Imperatore | -     | 1      | 0      | 0      | 1      | 0      | 1      | -1  |
| Totale                | -     | 15     | 10     | 0      | 5      | 32     | 21     | +11 |

### Statistiche dei giocatori
| Giocatore    | Japan Soccer League | Japan Soccer League | Coppa dell'Imperatore | Coppa dell'Imperatore | Totale   | Totale |
| Giocatore    | Presenze            | Reti                | Presenze              | Reti                  | Presenze | Reti   |
| ------------ | ------------------- | ------------------- | --------------------- | --------------------- | -------- | ------ |
| R. Hiraki    | 6                   | 0                   | ?                     | ?                     | 6+       | 0+     |
| T. Hosaka    | 14                  | -20                 | 1                     | -1                    | 15       | -21    |
| M. Kamata    | 14                  | 2                   | ?                     | 0                     | 14+      | 2      |
| S. Kawabuchi | 14                  | 3                   | ?                     | 0                     | 14+      | 3      |
| T. Moriya    | ?                   | 1                   | ?                     | 0                     | ?        | 1      |
| M. Miyamoto  | 14                  | 4                   | ?                     | 0                     | 14+      | 4      |
| K. Naganuma  | ?                   | 6                   | ?                     | 0                     | ?        | 6      |
| M. Nakatsuka | ?                   | 6                   | ?                     | 0                     | ?        | 6      |
| S. Shimatani | 8                   | 2                   | ?                     | 0                     | 8+       | 2      |
| Y. Takahashi | ?                   | 2                   | ?                     | 0                     | ?        | 2      |
| M. Uchino    | ?                   | 1                   | ?                     | 0                     | ?        | 1      |
| S. Yaegashi  | ?                   | 5                   | ?                     | 0                     | ?        | 5      |